# Mevlüt Çavuşoğlu
Mevlüt Çavuşoğlu (Alanya, 5 februari 1968) is een Turkse politicus. Hij is lid van de Partij voor Rechtvaardigheid en Ontwikkeling (AKP) en parlementslid in de Grote Nationale Assemblee van Turkije. Hij was onder meer voorzitter van de Parlementaire Vergadering van de Raad van Europa (2010–2012) en minister van Buitenlandse Zaken van Turkije (2014–2015 en 2015–2023).

## Loopbaan
Çavuşoğlu werd geboren aan de zuidkust van Turkije en studeerde in Ankara, New York en Londen. In 2002 werd hij lid van de Grote Nationale Assemblee van Turkije namens de AK-partij.
Van 2003 tot 2012 maakte hij deel uit van de Turkse afvaardiging in de Parlementaire Vergadering van de Raad van Europa, waarvan de laatste twee jaar als voorzitter. Hij was de eerste Turk en tevens de eerste moslim die het voorzitterschap bekleedde, en verkreeg deze functie met actieve steun van de Nederlandse parlementaire delegatie.
Çavuşoğlu is voorstander van een Turkse toetreding tot de Europese Unie. In december 2013 werd hij aangesteld als minister van EU-zaken in het kabinet-Erdoğan III, de regering van de toenmalige Turkse premier Recep Tayyip Erdoğan. Aansluitend werd hij in augustus 2014 minister van Buitenlandse Zaken onder het premierschap van Ahmet Davutoğlu. Als minister van Buitenlandse Zaken noemde hij de integratiepolitiek in Europa mislukt. Hij verklaarde het daarom logisch te vinden dat Turkije zich in Nederland bemoeit met zaken die Turkse Nederlanders aangaan. "Alleen als er samenwerking is, kan integratie een succes worden", zei hij in november 2014. 

### Diplomatiek incident met Nederland
Begin maart 2017 gaf Çavuşoğlu aan op 11 maart naar Nederland te willen komen om onder de Nederlanders van Turkse afkomst campagne te voeren voor een ja-stem in het referendum dat beoogde de macht van de president te versterken en die van het parlement terug te dringen. Dat voornemen stuitte op verzet van Nederlandse politici en de Nederlandse regering.
Op 11 maart 2017 besloot het Nederlands kabinet om het toestel waarmee Çavuşoğlu naar Nederland wilde komen, landingsrechten te ontzeggen. Nederland was sinds 6 maart met de Turkse autoriteiten in gesprek over de plaats en de vorm van het bezoek dat men in eerste instantie al niet wilde toestaan. Na intensieve onderhandelingen, waarin Çavuşoğlu aanbood het bezoek tot na de Nederlandse verkiezingen van 15 maart uit te stellen, dreigde de Nederlandse regering in de nacht van 11 maart de landingsrechten te onthouden, als Çavuşoğlu niet akkoord wilde gaan met een bijeenkomst in alleen de Turkse ambassade, van maximaal vijftig mensen van wie de namen vooraf bekend zouden moeten worden gemaakt. Die laatste voorwaarden waren toegevoegd toen de Turken in de avond van 10 maart met het ambassadebezoek instemden. Çavuşoğlu ervoer dat als een ultimatum en een opzettelijke sabotage. Hij dreigde zelf in een interview op CNN op de ochtend van 11 maart met zware sancties als hij niet toegelaten werd. Minister van Buitenlandse Zaken Bert Koenders bekeek de uitzending en reageerde op de uitspraken van Çavuşoğlu met "Dit is het signaal" en belde premier Mark Rutte. Rutte liet hierop weten de landingsrechten voor de Turkse minister te ontzeggen. Çavuşoğlu deed daarbij in het interview een oproep aan Turkse Nederlanders om massaal deel te nemen aan een publieke manifestatie in Rotterdam wat volgens het kabinet de openbare orde en veiligheid in het geding bracht. Na de Nederlandse weigering om Çavuşoğlu doorgang te verlenen noemde de Turkse president Erdoğan Nederland fascistisch en nazistisch.
Na de Turkse verkiezingen van 2023 werd Çavuşoğlu als minister van Buitenlandse Zaken opgevolgd door Hakan Fidan. Hij nam wel opnieuw zitting in het Turkse parlement.